# 佛斯特山
佛斯特山（英語：Mount Foster）是南極洲的山峰，位於南設得蘭群島的史密斯島，海拔高度2,105米，新西蘭探險家在1996年1月29日首次登頂，該山峰以英國皇家海軍命名。

## 外部連結

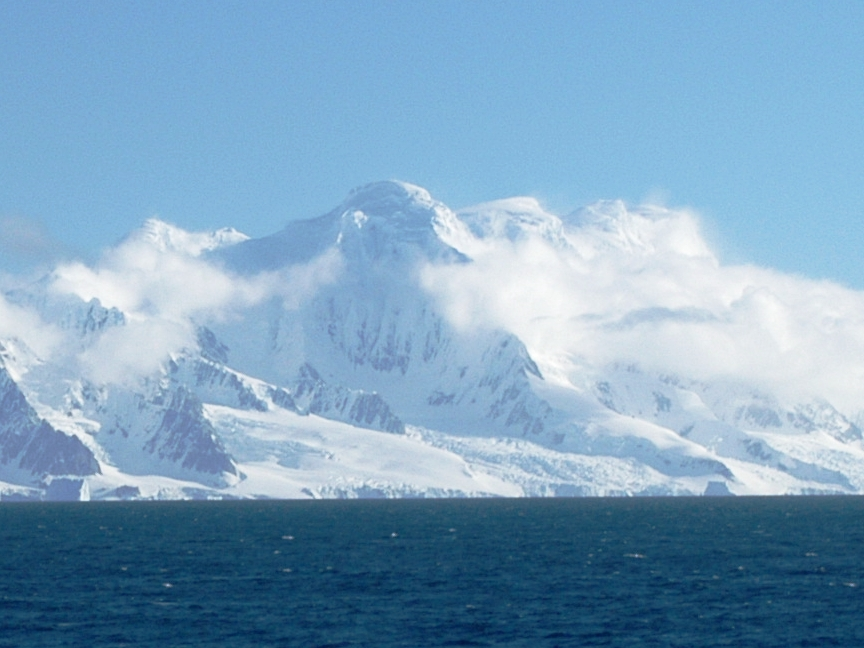

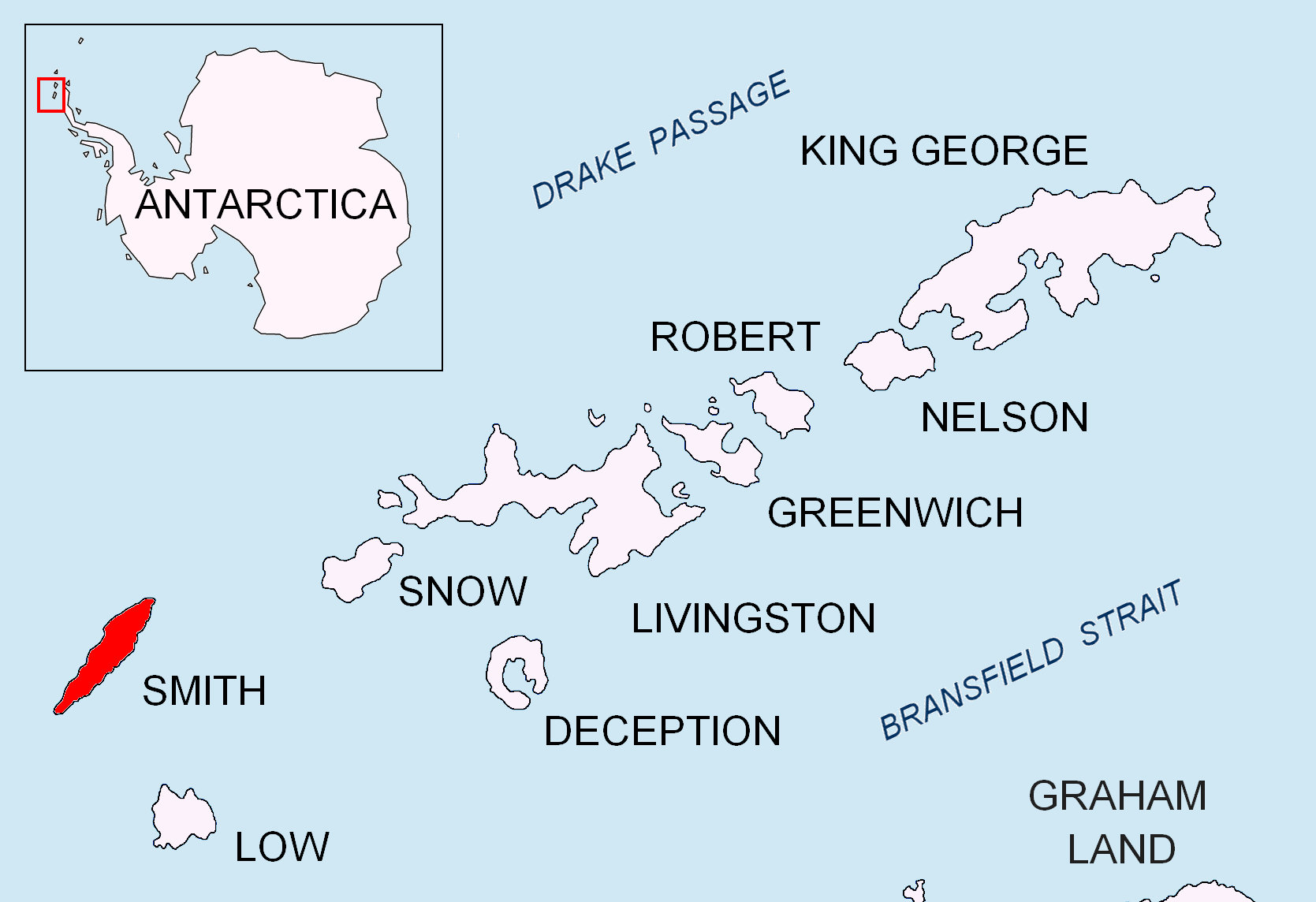

- Composite Gazetteer of Antarctica: （页面存档备份，存于） Mount Foster
- "Mount Foster, Antarctica" on Peakbagger （页面存档备份，存于）